# 空色の猫
「空色の猫」（そらいろのねこ）は、岩田さゆりの2枚目のシングル。

## 概要
歌手デビュー作となった前作から1ヶ月後に発売された。
前作と同様に、同じレコード会社に所属するアーティストから提供を受けており、本作はGARNET CROWからの提供を受けている。GARNET CROWが2005年10月26日に発売したベストアルバム『Best』でセルフカバーしている。

## 収録曲
1. 空色の猫
作詞：AZUKI七、作曲：中村由利、編曲：古井弘人
2. たたき続けた扉
作詞：凛々、作曲：後藤康二、編曲：林良
3. 空色の猫 -Instrumental-

## 収録アルバム
- 風と空と（#1）
- 岩田さゆり Best+（#1）
- GIZA studio 10th Anniversary Masterpiece BLEND 〜LOVE Side〜（#1）
- GIZA studio presents -Girls-（#1）